# مريبيل سومستيني
مريبيل سومستيني (الاسم العلمي:Meripilus sumstinei) هو نوع من الفطريات يتبع جنس المريبيل من الفصيلة المريبيلية.